# Pomar de Valdivia
Pomar de Valdivia – gmina w Hiszpanii, w prowincji Palencia, w Kastylii i León, o powierzchni 80,14 km². W 2011 roku gmina liczyła 499 mieszkańców.